# Johnny Come Lately
Johnny Come Lately é um filme norte-americano de 1943, do gênero drama, dirigido por William K. Howard e estrelado por James Cagney e Grace George.